# الجيش الثاني (الإمبراطورية الروسية)
كان الجيش الروسي الثاني هو أحد أقسام الجيش الإمبراطوري الروسي اذي حارب في الحرب العالمية الأولى وكان بقيادة الجنرال ألكسندر سامسونوف. ودمر في معركة تاننبرغ في عام 1914.